# Ronald Shannon Jackson
Ronald Shannon Jackson (12. ledna 1940 Fort Worth, Texas – 19. října 2013 tamtéž) byl americký jazzový bubeník. Ve svých pěti letech se začal učit na klavír, ale brzy poté přešel k bicím. Ve svých patnácti letech se stal členem souboru saxofonisty Jamese Claye. Od roku 1986 byl spolu se saxofonistou Peterem Brötzmannem, kytaristou Sonnym Sharrockem a baskytaristou Billem Laswellem členem freejazzové skupiny Last Exit. Skupina se rozpadla po Sharrockově smrti v roce 1994. Během své kariéry vydal řadu alb pod svým jménem a spolupracoval s mnoha dalšími hudebníky, mezi které patří Ornette Coleman, Cecil Taylor, Albert Ayler, John Zorn nebo James Blood Ulmer. Zemřel na leukémii ve svých třiasedmdesáti letech.